# Полянська Галина Миколаївна
Галина Миколаївна Полянська (*3 листопада 1953 року, м. Суми, УРСР) — українська мистецтвознавиця, педагогиня та композиторка, кандидатка мистецтвознавства, доцентка, членкиня Національної Спілки композиторів України .

## Біографія
Народилася 3 листопада 1953 року у м. Суми. Першу музичну освіту здобула в дитячій музичній школі № 1 по класу О. В. Шкляр. Згодом навчалася у стінах фортепіанного відділення Полтавського музичного училища (викладачка — Г. Г. Васильєва). Вищу освіту здобула у  ХІМ імені І.П. Котляревського (музично-теоретичний відділ) 1979 р. Дипломна робота була присвячена темі «Образ Дон Кіхота М.Сервантеса у світовій музиці». Дослідження розв'язувало проблеми поєднання мистецтв і змальовувало перетин літератури та музики.
Із 2001 по 2006 рр. працювала над дисертаційним дослідженням як здобувачка кафедри історії зарубіжної музики НМУ України. Науковою керівницею роботи була д. мист. Ірина Драч). Тема дослідження — “Жанровий пошук у балетному театрі В. Губаренка”. Робота аналізувала проблеми жанрового поєднання у музичному театрі ХХ століття. Полянська вдалася до аналізу партитури багатоактних балетів ”Камінний господар”, ”Майська ніч”, ”Комуніст”, симфоній-балетів ”Ассоль”, ”Зелені святки”, ”Liebestod”, хореографічних сцен ”Запорожці” та ”Вій”, опери-балету ”Вій”. Галина Полянська вперше поставила питання дансантності як атрибуту сучасної балетної музики. Вона стала першою мистецтвознавицею, яка здійснила періодизацію балетної творчості В. Губаренка. Захист дисертації відбувся 11 квітня 2007 року у Харківському державному університеті мистецтв ім. І. П. Котляревського 
Професійну кар'єру почала в Полтавському музичному училищі, де упродовж 1979–2009 рр. викладала курс музичної літератури. Дослідниця брала участь у роботі журі обласних конкурсів «Створюємо музику», «Журавлиний ключ», «І струни Лисенка живії». Часто виступала із доповідями на міжнародних конференціях у Києві, Полтаві, Сумах та Харкові.
Починаючи з 2007 року Галина Полянська працює на посаді доцентки кафедри культурології ПНПУ імені В.Г. Короленка. Викладає теорію культури, методику викладання етики і естетики.
Членкиня Національної Спілки композиторів України з 1998 р.

## Основні праці
Спеціалізується на темі проблеми музичної регіоналістики та семантики культури. 
Авторка понад 40 наукових праць із різних питань історії України та історичного краєзнавства, серед яких:
- Людина з Ламанчі: Монографія (Сер. “Письменник і музика”) Київ: 1984;
- Спадкоємці кремонських майстрів // Українська культура (Київ). – 1994;
- Перемоги, після яких так сумно на душі // Зоря Полтавщини. –1998.;
- Справа в духовному провінціалізмі // Полтавський вісник. – 1999.;
- Музика малих міст // Культура України. – Вип. 8. Мистецтвознавство: Збірник наук. праць –. Харків, 2001.;
- Мисткиня з сумними очима // Президентський вісник (Київ).– 2001.;
- Симфонія-балет “Зелені святки” Віталія Губаренка // Українське музикознавство: Науково-методичний збірник - Вип. 30. – Київ, 2001;
- До питання співвідношення жанрових ознак у симфонії–балеті В. Губаренка “Ассоль” // Теоретичні питання культури, освіти та виховання: Збірник наукових праць. Випуск 19. –Київ, 2002.;
- Національні традиції музичного театру та їх спадковий розвиток // Українське музикознавство: Науково-методичний збірник. - Вип. 31. Київ, 2002.;
- Симфонії-балети В. Губаренка “Ассоль” та.“Зелені святки” // Науковий вісник НМАУ ім. П.І.Чайковського. – Вип. 32.–  Книга 4. Віталій Губаренко: Сторінки творчості. Статті, дослідження, спогади. Київ, 2003.;
- Розвиток національних фольклорних традицій у системі естетичного виховання (на прикладі діяльності В.Верховинця) // Сучасна мистецька освіта: реалії та перспективи. – Збірник наукових праць. – Київ – Суми, 2004.;
- Дансантність та її історичні метаморфози у музичному мистецтві // Науковий вісник НМАУ ім. П.І.Чайковського. – Вип.37. Стиль музичної творчості: естетика, теорія, виконавство. Київ, 2004.;
- Опера-балет «Вій»: преображення дансантності у складному міжвидовому синтезі // Проблеми взаємодії мистецтва, педагогіки та теорії та практики освіти : Мистецтво та освіта сьогодення / Збірник наукових праць. – Харків : 2006. – Вип. 18.;
- Жанровий пошук у балетному театрі України (на прикладі балетних творів Віталія Губаренка) // Теоретичні питання культури, освіти та виховання: Збірник наукових праць. Випуск 32 Київ-Суми. – 2007.;
- Балетні проекти В. Губаренка у контексті пошуків сучасного балетного театру // Мистецтво та освіта сьогодення: Проблеми взаємодії мистецтва, педагогіки та теорії та практики освіти / Зб. наук. праць. – Харків – 2007.;
- Сходинки становлення стилю: композитор Т. Парулава-Оскоменко // у зб.: «Музичне краєзнавство Полтавщини: від витоків до сьогодення». Полтава, 2009.;
- Полтавські композитори – члени НСКУ // Музичне краєзнавство Полтавщини: від витоків до сьогодення – Полтава, 2009.;
- Андеграунд української професійної музики ІІ половини ХХ століття // Філософсько-освітні та мистецькі проблеми  сучасної культурології України – Матеріали Всеукраїнської наукової конференції ПДПУ імені Короленка, . Полтава, 2008 р.
- Зустрічі без прощань // Харків у контексті світової музичної культури: події та люди. Матеріали міжнародної науково-теоретичної конференції. 3-4 квітня 2008. Харків, ХДАК,– 2008.
- Суспільна діяльність митця // «Митець і його творчість у просторі культури» Матеріали Всеукраїнської науково-практичної конференції 7-8 червня 2012 р. Суми, 2012.
- Образи української демонології в балетній музиці В. Губаренка як чинник драматургічного конфлікту // Науковий вісник НМАУ імені П.І.Чайковського, вип. 89, : сучасний оперний театр і проблеми оперознавства : Зб.ст., Київ, 2010.;
- Професійна музика Полтавщини на рубежі ХХ-ХХІ століть (Полтавська організація НСКУ) // Імідж сучасного педагога. – № 8. – 2010.;
- Родина Оголевців у контексті просвітницької діяльності // Проблеми взаємодії мистецтва, педагогіки та теорії та практики освіти : зб. наук. ст. Вип. 30. Брати Рубінштейн. Історичні уроки та плоди просвіти / – Харків – 2010.
- Балетні проекти В. Губаренка // «Тенденції та перспективи розвитку світового хореографічного мистецтва» Матеріали ІІ Всеукраїнської науково-практичної конференції 6-7 грудня 2010 р. // Г.М.Полянська – Полтава: 2011 р.
- Суспільна діяльність митця // «Митець і його творчість у просторі культури» Матеріали Всеукраїнської науково-практичної конференції 7-8 червня 2012 р. Суми, 2012.
- Полтавське оточення Володимира Короленка // «Принадність Вашого слова та імені безмежна у часі» Матеріали Всеукр наук-практ.конф. (з міжнародною участю) за заг. ред М.І.Степаненка, Л.М.Кравченко. – Полтава: ПНПУ, – 2013.
- Синтез музичного і хореографічного в українському музичному театрі ХХ століття // «Тенденції і перспективи розвитку світового хореографічного і музичного мистецтва» Матеріали ІІІ Всеукраїнської науково-практичної конференції – Полтава: 2014.
- Поетичний доробок Шевченка як джерело національної музичної культури // «Постать Тараса Шевченка у світовому й національному культурологічному контексті» : Матеріали Всеукр наук-практ.конф. за заг. ред М.І.Степаненка. – Полтава: ПНПУ, – 2014.